# Micromitrium orthotrichaceum
Micromitrium orthotrichaceum là một loài Rêu trong họ Orthotrichaceae. Loài này được (Müll. Hal.) Paris mô tả khoa học đầu tiên năm 1905.